# شعور مثالي (فلم)
شعور مثالي (بالإنجليزية: Perfect Sense) كان يُعرف سابقًا باسم «الكلمة الأخيرة The Last Word»، وهو فيلم دراما، ورومانسي، وخيال علمي لعام 2011  من إخراج دافيد ماكنزي، وكتبه كيم فوبز أكيسون، ومن بطولة إيفا جرين، وإيوان ماكجريجور. يتابع الفيلم انتشار وباء يسلب تصورات الناس الحسية. عرض الفيلم لأول مرة في مهرجان صندانس السينمائي في 24 يناير 2011.

## طاقم التمثيل
إيوان ماكجريجور: في دور مايكل
إيفا جرين: في دور سوزان
كوني نيلسن: في دور جيني (أخت سوزان)
ستيفن ديلان: في دور ستيفن (رئيس سوزان)
إوين بريمنر: في دور جيمس (زميل مايكل في العمل)
دينيس لوسون: في دور رئيس مايكل
أليستر ماكنزي: في دور زميل سوزان في العمل
كاثرين إنجلز: في دور الراوية
كوني نيلسن: في دور جيني
لورين تيمباني: في دور فتاة في المخدع
شبانا أختار بخش: في دور ممرضة
كارولين باترسون: في دور امرأة في المستشفى
بالاشتراك مع: مالكولم شيلدز - جوديث آن كريستي - ريتشارد ماك - جولييت كادزو - تام دين بيرن - فيروسا ماكنزي - لوك ماكنزي - جيلي جيلكريست - باربرا رافيرتي - سيو هون لي - ستيفن ماكول - بول توماس هيكي - ليز سترينج - كاتي إنجلز - جون مولكين.

## أحداث الفيلم
بدأ وباء بالانتشار في جميع أنحاء العالم، مما تسبب في فقدان البشرية لتصوراتها الحسية واحدة تلو الأخرى. تركز القصة على شخصين: سوزان، أحد فريق علماء الأوبئة الذين يحاولون معرفة أسباب المرض، ومايكل، وهو طاه يعمل في مطعم مزدحم يقع بجوار شقة سوزان. يلتقي الاثنان ويتعارفان مع تقدم الوباء، وهي علاقة سرعان ما تتحول إلى حب.
يبدأ البشر في فقدان حواسهم واحدًا تلو الآخر. كل خسارة يسبقها اندلاع شعور أو دافع شديد. يبدأ الناس أولاً في المعاناة من نوبات بكاء لا يمكن السيطرة عليها، وسرعان ما يتبع ذلك فقدان حاسة الشم لديهم. إن اندلاع الذعر والقلق غير المنطقيين، متبوعًا بنوبة من الشراهة المسعورة، يسبق فقدان حاسة التذوق. يصور الفيلم أشخاصًا يحاولون التكيف مع كل خسارة ومحاولة الاستمرار في العيش بأفضل ما يمكن، وإعادة اكتشاف حواسهم المتبقية. يبذل مايكل وزملاؤه قصارى جهدهم لطهي الطعام للأشخاص الذين لا يستطيعون الشم، أو التذوق.
يأتي فقدان السمع بعد ذلك ويصاحبه اندلاع للغضب الشديد. اختبر مايكل ذلك أولاً وكان مسيئًا لفظيًا مع سوزان التي تهرب خوفًا، وتفقد سمعها بعد ذلك بوقت قصير. تعرف سوزان أن المرض هو الذي تسبب في الانفجار، ولكنها لا تستطيع مواجهة مايكل مرة أخرى. يكافح الناس للتكيف والاستمرار في العيش. يشعر كل شخص على وجه الأرض في أحد الأيام، فجأة بنشوة بهيجة. تدرك سوزان أنها تسامح مايكل ولا تزال تحبه وتندفع إلى مكان عمله. يجد الاثنان بعضهما البعض ويتعانقان تمامًا كما يصيبهما العمى، كما يصيب بقية العالم.

## الإنتاج
كان النص الأصلي للكاتب كيم فوكس أكسون، وهو تحت عنوان الكلمة الأخيرة، قد تم وضع أحداثه في الأصل في كوبنهاغن، بالدنمارك، عاصمة موطنه، ولكن تم نقله إلى غلاسكو، باسكتلندا، إلى موطن المخرج ديفيد ماكنزي. تم تصوير المشاهد في مواقع مختلفة حول غلاسكو، ومكسيكو سيتي، وكينيا. عرض الفيلم لأول مرة في مهرجان صندانس السينمائي 2011.

## استقبال الفيلم
افتتح الفيلم في 59 دورًا للعرض، وحقق إصداره المحلي إجمالي 21675 جنيهًا إسترلينيًا في عطلة نهاية الأسبوع من 7 إلى 9 أكتوبر 2011.
منح موقع الطماطم الفاسدة الفيلم تقييماً مقداره 58% بناءاً على آراء 64 ناقداً سينمائياً.
منح موقع ميتاكريتيك الفيلم تقييماً مقداره 55% بناءاً على آراء 18 ناقداً سينمائياً.
كتب ديرداد ديراخشاني في صحيفة فيلادلفيا انكويرار: "الفيلم يفقد سحره بتسلسلات مزعجة، ويشرح لنا الراوي معنى كل شيء، ثم يخبرنا ما يهم حقًا في الحياة: الحب، الحب، الحب". عرف ستيفن هولدن، من صحيفة نيويورك تايمز، الفيلم بأنه: "حكاية خيال علمي رسمية تدور أحداثها في مدينة جلاسكو الحالية، والتي يتدعم إحساسها العميق بالنذير من خلال الانعكاسات الإنجيلية الغامضة للغيب، كما يروي لنا الراوي الذي لا نراه.
كتب مارك هولكومب من ذا فيليج فويس: «إن الفيلم يجسد بشكل جميل الألم والإثارة غير البديهية للأيام كما نعرفها، والعالم كما نتخيله، وهو يتلاشى بدرجات، فقط لا تتفاجأ إذا وجدت نفسك تتوق إلى حمام دم الزومبي الذي تولده العدوى لمواجهة القصائد الغنائية المتهالكة».
كتبت أليسون ويلمور من إيه. في. كلوب تقييمًا أكثر إيجابية حيث قالت: «كل حرمان يسبقه موجة من المشاعر التي تؤدي إلى تسلسلات الفيلم الأكثر حيوية».

## الجوائز والترشيحات
جوائز BAFTA ، اسكتلندا 2011: ترشح لجوائز أفضل فيلم، وأفضل إخراج، وأفضل إنتاج.
مهرجان براتيسلافا السينمائي الدولي 2011: فاز بجائزة المشاهدين.
مهرجان ادنبره السينمائي الدولي 2011: فاز بجائزة أفضل فيلم بريطاني
مهرجان فيلادلفيا السينمائي 2011: فاز بجائزة المشاهدين.

## روابط خارجية
- مقالات تستعمل روابط فنية بلا صلة مع ويكي بيانات